# Camponotus michaelseni
Camponotus michaelseni är en myrart som beskrevs av Auguste-Henri Forel 1907. Camponotus michaelseni ingår i släktet hästmyror, och familjen myror. Inga underarter finns listade.